# Marcel van Meerhaeghe
Marcel Alfons Gilbert van Meerhaeghe (Wetteren, 12 aprile 1921 – Gand, 22 marzo 2014) è stato un economista, banchiere e pubblicista belga.
M.A.G. Van Meerhaeghe conseguì un Master in Economia e Sociologia e nel 1946 un dottorato presso l'Università di Gand.
M. van Meerhaeghe è stato professore di relazioni economiche internazionali presso l'Università statale di Ghent. Nella sua lunga e illustre carriera, il professor van Meerhaeghe ha dato importanti contributi all'economia e anche all'interpretazione degli eventi economici. La sua rara capacità di combinare analisi teoriche e pratiche ha reso particolarmente preziosi i suoi lavori scientifici. 
Tra il 1961 e il 1969 è stato Vicepresidente e (dal 1964) Presidente della Commissione dei prezzi, organo consultivo del Ministro dell'economia (sostituito nel 1969 dalla Commission pour la régulation des prix : regio decreto 3 giugno 1969).

## Carriera accademica
- Université coloniale de Belgique : 1947-1958[1]
- NATO Defense College : 1953-1954
- Università di Gand : 1955-1986
- Official University of Belgian Kongo and Ruanda-Urundi : 1959-1960
- Wolfson College (Cambridge) : 1973-1974
- Università di Tilburg : 1987
- Scuola di Economia e Scienza Politica di Londra : 1987-1988
- Università degli Studi di Torino : 1989-1992 (Facoltà Giurisprudenza: Professore Conte di Robilant), 1997-1998 (Facoltà Economia)
- Sapienza - Università di Roma : 1993-1995

## Pubblicazioni (selezione)
M.A.G van Meerhaeghe è anche autore di diversi libri e articoli di economia, la maggior parte riguardanti l'economia internazionale e mondiale. 

### Libri
- International Economic Institutions (Longmans, Kluwer Academic Publishers, Dordrecht, 7 edizione tra il 1966[2] e il 1998). Edizione 7: Kluwer Academic Publishers/Springer. Va dato merito all'autore per essere riuscito, certo a prezzo di lunga fatica, a condensare una materia cosi ampia in una mole non eccessiva. È uno dei contributi più seri, meditati e completi che esistano sull'ampia materia delle organizzazioni economiche internazionali.[3]
- Economic Theory. A Critic's Companion (H.E. Stenfert Kroese, Anversa/Martinus Nijhoff, Boston, Lancaster 1980, ed. 2: 1986). Edizione 2: Springer ISBN 978-9-4017-1367-2.

### Contributi
- Destra e sinistra - Ideologia e stato del benessere[4], con Aldo Montesano, Achille Agnati, Davide Cantarelli, Studi in Memoria Di Tullio Bagiotti (CEDAM, Padova 1988), pp. 855–861.
- Regional Policy of the European Communities, The Maastricht ISINI-Papers (University of Maastricht),[5] ed. Professore Gerrit Meijer, 2000, Volume II, Shaker Publishing.[6]
- Bismarck and the social question, Journal of Economic Studies, settembre 2006, Vol. 33, No. 4, pp. 284–301.[7] Distinzióne fra Arbeiterversicherung ("démocrazia industriale") e Arbeitsschutzgesetzgebung.

### Articoli su Riviste Scientifiche
- Alcune considerazioni sullo sviluppo del Congo dal 1885 al 1960, Rivista internazionale di scienze economiche e commerciali, Vol. 12 (4), 1965, pp. 336–345.
- The International Monetary Fund Twenty Years On, Economia Internazionale (Genova), Vol. XXI, No. 1, febbraio 1968, pp. 97–114.
- Gil scopi della politica comune in materia di concorrenza: saggio critico sugli indirizzi della C.E.E., Economia Internazionale, Vol. XXI, No. 3, agosto 1968, pp. 463–479.
- The Multinational Enterprise, Economia Internazionale, Vol. XXVIII, No. 3-4, agosto-novembre 1975, pp. 322–338. Di transfer pricing e convenzioni contro la doppia imposizione.
- Burocrazia: la protesta di un economista belga, Economia delle Scelte Pubbliche (Journal of Public Finance and Public Choice), Vol. I, 1983-1, pp. 45-51[8].
- Culture and Economics, Economia delle Scelte Pubbliche, Vol. IV, 1986-3, pp. 157–163. Sulla definizione di «cultura» vi è una completa mancanza di consensi. Eppure, è da essa che gli studiosi possono dedurre gli elementi necessari per fare proposte sulla politica culturale dei governi. A seconda, infatti, che si abbia una visione elistica della cultura, o invece una concezione più comprensiva, saranno diverse le proposte degli economisti circa le possibilità d’intervento pubblico. I sussidi sono lo strumento della politica culturale. La loro influenza è, tuttavia, incerta e non quantificabile. Inoltre, il loro uso è solitamente distorto, dato che tende a favorire alcune attività e scoraggiarne altre. Il solo caso in cui il sussidio dovrebbe essere sostenuto è quello in cui sia riposta maggiore fiducia nelle decisioni governative che nei meccanismi di mercato.
- The church and the economy, Economia delle Scelte Pubbliche, Vol. V, 1987-2, pp. 97–104. La religione rientra, oltre che nell’ambito dei credenti, anche in quello di coloro che non lo sono, dato che essa costituisce un elemento fondamentale della cultura. Se, poi, le autorità ecclesiastiche prendono posizione su aspetti fondamentali del codice economico occidentale, è giustificato I’intervento nel dibattito da parte degli economisti. Le encicliche pontificie contengono numerosi enunciati di natura economica che sono a dir poco discutibili. Si dà per scontato che le differenze di reddito siano ingiuste, senza spiegare perché coloro che contribuiscono maggiormente alla produzione non dovrebbero essere quelli che ottengono i redditi più elevati. Posizioni analoghe sono assunte in diverse occasioni dall’episcopato di diversi Paesi, che pur si dichiara sovente impreparato a discutere in profondità le problematiche dell’economia, non prospettando, comunque, serie alternative all’economia di mercato. Questo vale in modo particolare con riguardo ai problemi economici dei paesi del Terzo Mondo, nella cui trattazione i cattolici assumono posizioni che spesso non sono facilmente distinguibili da quelle marxiste.
- Protection of competition in Belgium, Economia delle Scelte Pubbliche, Vol. VIII, 1990-2/3, pp. 93–101. Le leggi sulla concorrenza introdotte in alcuni Paesi europei sono basate sulle norme comunitarie. È questo il caso della legge italiana del 10 ottobre 1990 e del progetto di legge belga del 10 settembre 1990 (legge del 5 agosto 1991).
- Il dopoguerra: un confronto con Stati Uniti e Giappone, Biblioteca della Libertà, Anno XXVI, 1991, gennaio-marzo, n. 112, pp. 39–71.
- Il Mediterraneo e la Comunità Europea, Parallelo 38, Università per Stranieri "Dante Alighieri" Reggio Calabria, supplemento al n. 10, ottobre 1991, pp. 1–14. Relazione tenuta il 6 maggio 1991 ai partecipanti del VI Corso di aggiornamento culturale e di formazione didattica per insegnanti di lingua italiana a studenti stranieri.
- Belgian federalism, an appraisal, Economia delle Scelte Pubbliche, Vol. XIII, No. 1, 1995, pp. 71–76.[9] Di federazióne e confederazióne. L’autore si propone di illustrare le caratteristiche fondamentali del federalismo in Belgio. L’analisi si concentra in particolare su alcune delle difficoltà che hanno accompagnato il processo di realizzazione di questa forma di governo e che ancora persistono, quali l’applicazione del principio della territorialità, il sistema di finanziamento e il principio della solidarietà.
- The Regional Policy of the European Communities and the Subsidiarity Principle, Economia delle Scelte Pubbliche, Vol. XV, 1997-2/3, pp. 147–163. Il principio di «sussidiarietà» è stato utilizzato nell’ambito europeo per indicare che le decisioni non devono essere prese al livello più alto (Comunità), quando è possibile prenderle a livelli minori (Stati membri). Dopo essersi soffermato sul principio di sussidiarietà, evidenziandone il carattere dinamico, questo scritto approfondisce la politica regionale della Comunità Europea, dapprima delineando le principali norme del Trattato di Roma che riguardano la politica regionale e poi considerando la corrispondente politica. Vengono particolarmente approfonditi i problemi delle regioni prioritarie e i principali strumenti della politica in loro sostegno, i cosiddetti «fondi strutturali», giungendo alia conclusione che sino ad oggi tali strumenti non hanno dato luogo a risultati conformi alle aspettative.
- Attilio da Empoli's significance for economic theory, Journal of Economic Studies, settembre 2001, Vol. 28, No. 4/5, pp. 324–333; inoltre On the frontiers of the modern theory of value: essays on Attilio da Empoli (1904-1948), Erfurt Studies in Public Finance and Fiscal Sociology, ed. J. Backhaus, 2002, No. 3, pp. 113–125.